# Сихнево
Сихнево — деревня в Дмитровском районе Московской области, в составе сельского поселения Якотское. Население — 9 чел. (2010). До 2006 года Сихнево входило в состав Слободищевского сельского округа.

## Расположение
Деревня расположена в северо-восточной части района, на границе с Сергиево-Посадским, примерно в 20 км к северо-востоку от Дмитрова, на левом берегу запруженной реки Вели (левый приток Дубны), высота центра над уровнем моря 174 м. Ближайшие населённые пункты — Шабаново на западе, Новое Сельцо на северо-западе, Селиваново, Сергиево-Посадского района, на востоке и Кикино на юго-востоке.

## Население
| 2002 | 2006 | 2010 |
| ---- | ---- | ---- |
| 26   | ↘17  | ↘9   |